# Sphaeromantis
Sphaeromantis, es un género de las mantis, de la familia Mantidae, del orden Mantodea. Tiene 2 especie reconocidas científicamente.

## Especies
- Sphaeromantis spinicollis (Beier, 1930)
- Sphaeromantis spinulosa (Schulthess, 1898)